# W. Cleon Skousen
Willard Cleon Skousen (* 20. Januar 1913 in Raymond (Alberta), Kanada; † 9. Januar 2006 in Salt Lake City, Vereinigte Staaten) war ein US-amerikanischer Autor, Redner, FBI-Agent, Hochschullehrer an der Brigham Young University, Polizeichef von Salt Lake City und konservativer, antikommunistischer sowie mormonischer Aktivist. Seine durch Verschwörungstheorien, mormonische Theologie und Huldigung der Gründerväter und der Verfassung der Vereinigten Staaten geprägten Schriften – besondere Bekanntheit erlangten The Naked Communist (1958), The Naked Capitalist (1970) und The 5,000 Year Leap (1981) – übten großen Einfluss auf Glenn Beck und die Tea-Party-Bewegung aus.
Der Ökonom Mark Skousen (* 1947), der Linguist Royal Skousen (* 1945) und der Verschwörungstheoretiker Joel Skousen sind Neffen von W. Cleon Skousen.

## Leben
Cleon Skousens Eltern Roy und Rita Bentley Skousen waren US-Amerikaner. Sie bewirtschafteten im kanadischen Raymond, einer ultrakonservativen Mormonengemeinde, ihren eigenen Hof. Als Cleon Skousen zehn Jahre alt war, zog die Familie (Cleon Skousen hatte sieben Geschwister) nach Kalifornien. Dort besuchte er in Torrance bis 1925 die Grundschule, anschließend bis 1926 die Sturgess Junior High School in San Bernardino. 1926 zog er wegen einer Erkrankung seiner Großmutter in die fundamentalistische Siedlung Colonia Juárez, die von Mormonen gegründet wurde, die die Polygamie trotz des Verbots in den USA weiter praktizieren wollten. Dort besuchte er bis 1928 die Juarez Stake Academy im mexikanischen Chihuahua. Von September 1928 bis Juni 1930 besuchte er die San Bernardino High School, wo er seinen Abschluss machte.
Nach dem Missionarsdienst in England und Irland (1930–1932) studierte Skousen ab 1933 am San Bernardino Junior College in Kalifornien und machte dort 1935 seinen Abschluss (Associate of Arts degree). Anschließend zog er nach Washington, D.C., wo er wenige Monate für eine Landwirtschaftsagentur des New Deal arbeitete.
Am 24. Oktober 1935 begann Skousens FBI-Karriere, wobei er hauptsächlich Verwaltungs- und Büro-Posten in Washington und Kansas innehatte. Am 13. August 1936 heiratete er Jewel Almira Pitcher. Sein 1935 an der George Washington University begonnenes Studium (Hauptfach Politikwissenschaft, Nebenfach Geschichte) schloss er im Juni 1940 ab (LL.B.); im Februar des Jahres wurde sein erster Sohn geboren (es folgten bis 1955 noch vier weitere Söhne und drei Töchter). Am 17. Juni 1940 wurde Skousen zum Special Agent befördert. Zum 5. Oktober 1951 quittierte er seinen FBI-Dienst.
Anschließend war Skousen bis Juni 1956 an der Brigham Young University (BYU) u. a. als Director of Public Services und als Assistant Professor of Speech beschäftigt.
Im Juni 1956 wurde Skousen Polizeichef von Salt Lake City. 1958 veröffentlichte er seinen antikommunistischen Traktat The Naked Communist, der sich zum Bestseller entwickelte. Skousen verfasste das Buch auf Anregung vom Präsidenten der Kirche Jesu Christi der Heiligen der Letzten Tage David O. McKay, der auch einen Verleger für das Buch fand und finanzielle Unterstützung anbot. Zudem warb McKay sogar in der Generalkonferenz von 1959 für The Naked Communist; McKay ermahnte darin alle, das exzellente Buch zu lesen; in diesem behauptet Skousen u. a., dass der erste Sputnik mit Hilfe aus den Vereinigten Staaten gestohlener Pläne gebaut worden sei und dass es sich bei Fulgencio Batista um einen arbeiterfreundlichen und beliebten Herrscher in Kuba handele.
Im März 1960 erfolgte seine skandalträchtige Entlassung durch den Bürgermeister von Salt Lake City, J. Bracken Lee; Lee warf Skousen vor, die Polizeibehörde in totalitärer Weise („like a gestapo“) und zu privaten Zwecken geführt zu haben, während Skousen den Grund seiner Entlassung darin sah, dass er mit seinen Polizeiaktionen nicht vor Lee und dessen Freunden aus der Elite haltgemacht habe. Unterstützer Skousens verbrannten Kreuze auf dem Rasen des Bürgermeisters.
Nach seiner Entlassung aus dem Polizeidienst bewarb sich Skousen erfolglos um die republikanische Nominierung für das Amt des Gouverneurs von Utah. Seine Kampagne warb für ihn als einen vierjährigen „Administrative Assistant to J. Edgar Hoover during World War II, a top assignment“. Hoover musste auf Anfragen klarstellen, dass es einen solchen Posten im FBI nicht gegeben hatte. Dennoch wurde Skousens angeblich enge Zusammenarbeit mit Hoover noch Jahre später von der John Birch Society, aber auch von Skousen selbst, kolportiert, was einer der Gründe war, warum sich das FBI immer wieder von Skousen distanzierte bzw. dessen Angaben zu von ihm beim FBI erworbenen Kompetenzen zum Thema Kommunismus dementierte (die FBI-Akte zu Skousen wuchs über die Jahre auf ca. 2000 Seiten an). Noch im Nachruf der Deseret News wurde Skousen als Assistent Hoovers bezeichnet.
Nach der Kampagne zur Nominierung für das Amt des Gouverneurs wurde Skousen leitender Redakteur (Editorial Director) der landesweit erscheinenden Polizei-Zeitschrift Law and Order. Zur selben Zeit profilierte er sich als Redner auf antikommunistischen Veranstaltungen (Skousen absolvierte jahrelang Hunderte von Veranstaltungen, oft vor über tausend Zuhörern), hauptsächlich für die Christian Anti-Communism Crusade von Fred Schwarz und das American Opinion Speakers Bureau der John Birch Society. In seinen Reden kolportierte Skousen u. a. das Gerücht, Harry Hopkins, Berater von Franklin D. Roosevelt, habe das Manhattan-Projekt an die Sowjets verraten und diesen nahezu die Hälfte der amerikanischen Uran-Vorräte übergeben.
Im September 1960 wurde Skousen auf Veranlassung von Clyde Tolson von der Special Correspondents List des FBI entfernt, auf die er erst im März (als ehemaliger FBI-Agent) gesetzt worden war. Dies geschah in Hinblick darauf, dass das FBI Skousen vermehrt als Rechtsextremen wahrnahm.
Eine von Skousen nach seiner Entlassung als Polizeichef von Salt Lake City gegründete Organisation namens All-American Society fand im Dezember 1961 Erwähnung in einem Artikel der Zeitschrift Time über „rightwing ultras“ (Ultrarechte). Skousen wurde darin als einer der aktivsten Sprecher der rechten Bewegung charakterisiert, der frei aus der Bibel zitiere, fortgesetzt Reklame für sein Buch The Naked Communist mache und auf eine vollständige Untersuchung des State Department durch den Kongress dränge.
Ende 1962 wurde Skousen vom konservativen American Security Council (ASC), für den er seit ca. 1959 in Chicago als „field representative“ gearbeitet hatte, freigestellt; Mitglieder des ASC waren der Meinung, dass Skousen übergeschnappt („gone off the deep end“) bzw. ein prinzipien- und gewissenloser, geldgieriger Geschäftemacher in Sachen Antikommunismus („unprincipled racketeer in anticommunism […] money mad“) sei. In The Naked Communist hatte Skousen Geschäftsleuten noch geraten, sich zur Überprüfung von Arbeitnehmern an das ASC zu wenden, das eine private schwarze Liste von Personen mit linken Verbindungen pflegte.
1967 kehrte Skousen an die BYU zurück und wurde Professor im Religions-Department, wo er Seminare über das Buch Mormon, das Alte Testament und über die Frühgeschichte der Kirche Jesu Christi der Heiligen der Letzten Tage (Latter-day Saints, LDS) veranstaltete. Einer seiner Studenten war der spätere Gouverneur von Massachusetts und republikanische Kandidat für die Präsidentschaftswahl 2012 Mitt Romney.
1970 veröffentlichte Skousen unter dem Titel The Naked Capitalist im Selbstverlag eine 144 Seiten lange Rezension von Carroll Quigleys Tragedy and Hope (1966). Skousens Rezension deutete Quigleys Buch im Sinne einer Neue-Weltordnung-Verschwörungstheorie; hierin unterstellte Skousen ein konspiratives Zusammengehen von Familien von Superreichen mit linken Revolutionären und internationalistisch gesinnten Liberalen zur Errichtung eines globalen Kollektivismus (s. weiter unten zu Skousens Artikel „Home Grown Subversion“). The Naked Capitalist wurde von einigen Professoren an der BYU im Unterricht verwendet. In Dialogue: A Journal of Mormon Thought gab man Quigley Gelegenheit, auf Skousens Interpretation seines Buches Stellung zu nehmen; zugleich bat man BYU-Professor Louis C. Midgley um eine Rezension von Skousens Buch. Das in der Ausgabe Herbst/Winter 1971 von Dialogue erschienene Urteil der zwei befand bezüglich Skousen, dieser habe fantastische Ideen erfunden und Schlussfolgerungen gezogen, die sich jenseits rechtschaffener Kommentierung befänden. Skousen wurde vorgeworfen, Quigley Dinge angedichtet zu haben, die in dessen Buch nicht auffindbar seien und zugleich ignoriert zu haben, dass das Buch sich gerade gegen ultrarechte Verschwörungstheoretiker vom Schlage Skousens wende. Quigley selbst äußerte gar, dass seiner Meinung nach in Skousens persönlichen Standpunkten das 25-Punkte-Programms der NSDAP nachklinge.
Der verschwörungstheoretische Dokumentarfilm The Capitalist Conspiracy (1972) von G. Edward Griffin nennt The Naked Capitalist als Inspiration sowie eines der wichtigsten Dokumente des Jahrzehnts.
Im April 1971 erstellte die Crime Research Section des FBI ein internes Memo mit einer Analyse von Skousens im März des Jahres in Law and Order erschienenen Artikel „Home Grown Subversion“. Anlass war eine Anfrage von J. Edgar Hoover, ob das FBI darin getätigte Aussagen (von denen sich viele schon in The Naked Capitalist finden) bestätigen könne. In diesem Artikel behauptet Skousen u. a. dass
- Angehörige reicher Dynastien („dynastic rich“) die gewaltsame Revolution (als Gegenrevolution zur Amerikanischen Revolution) finanzieren würden, um den Reichen dabei zu helfen, das Land zum Wohle der Menschheit zu übernehmen,
- Karl Marx sich nach 1848 dem demokratischen Sozialismus zugewandt und reformistische Methoden zur Übernahme der Vereinigten Staaten und England empfohlen habe,
- Gelehrte beginnen würden zu entdecken, dass alle kommunistischen Revolutionen nur durch finanzielle Hilfe von wohlhabenden Geldgebern erfolgreich gewesen wären; als Beispiel nennt Skousen die bolschewistische Revolution von 1917, die von verschiedenen dynastischen Bankiersfamilien finanziert worden sei,
- zwei Hauptorganisatoren dieser Finanzhilfen der britische Diplomat Sir George Buchanan und der britische Politiker Alfred Milner gewesen seien,
- Jakob Heinrich Schiff 20 Millionen Dollar für den finalen Triumph des Bolschewismus an kommunistische Machthaber gegeben habe,
- die Ford Foundation Organisationen mit Spendengeldern versehe, die globalistische Politik und Propaganda betrieben,
- britische und amerikanische Wohlhabende sich zusammengeschlossen hätten, um den Council on Foreign Relations (CFR) und das Institute of Pacific Relations (IPR) zu gründen, deren Zweck die Einflussnahme auf die Außenpolitik der Vereinigten Staaten zur Errichtung einer weltweiten kollektivistischen Gesellschaft sei,
- Untersuchungen des Kongresses ergeben hätten, dass CFR und IPR verantwortlich gewesen seien dafür, dass China an die Kommunisten gefallen war, für die Fehlsteuerung des Koreakrieges und die nicht auf Sieg abzielende Strategie im Vietnamkonflikt,
- die Angehörigen der reichen Dynastien durch ihre steuerbefreiten Stiftungen zusammen mit der gewalttätigen revolutionären Linken danach trachteten, ein solches Chaos zu verursachen, dass Amerikaner die Bundesregierung darum bitten würden, die Macht zu ergreifen.

Das FBI-Memo konnte lediglich Eckdaten in Skousens Artikel bestätigen.
1971 (oder 1972) gründete Skousen in Provo das Freemen Institute (oft auch Freeman Institute), vor dessen Mitgliedern u. a. LDS-Präsident Ezra Taft Benson vortrug. Zu den vom Freemen Institute bekämpften Gegnern bzw. Ideen gehörten u. a. die Occupational Safety and Health Administration, die Environmental Protection Agency, die Fairness-Doktrin, die Abkehr vom Gold-Standard, Agrarsubventionen, Zuschüsse des Bundes für Bildung, Wohlfahrt auf Bundesebene, Entwicklungshilfe, das Sozialversicherungssystem, das Verbot gegen von öffentlichen Schulen sanktionierte Schulgebete und Bibellektüre sowie die Vereinten Nationen. Das Freemen Institute änderte ca. 1984 seinen Namen in National Center for Constitutional Studies (NCCS) und hat gegenwärtig seinen Sitz in Malta (Idaho), von wo es auch heute noch Skousens Schriften vertreibt und landesweit Seminare (oft im Rahmen der Tea-Party-Bewegung) organisiert; in diesen Seminaren wurde u. a. im Rückgriff auf Skousens Making of America behauptet, dass die Angelsachsen von einem der verlorenen Stämme Israels abstammten (British Israelism).
Im Februar 1979 distanzierte sich die LDS vom Freemen Institute. In einem Rundschreiben an hochrangige LDS-Amtsinhaber untersagte die Erste Präsidentschaft der LDS-Kirche (LDS-Präsident Spencer W. Kimball sowie Nathan Eldon Tanner und Marion G. Romney) Ankündigungen für Veranstaltungen des Freemen Institute im Rahmen von Veranstaltungen der LDS.
1978 wurde Skousen von der BYU emeritiert.
Bald nach Einrichtung des Council for National Policy wurde Skousen in diesen rechten Think-Tank berufen. Dort profilierte er sich als einer der frühesten Werber für eine Privatisierung des amerikanischen Sozialversicherungssystems.
In seinem Buch The 5,000-Year Leap (1981) entwirft Skousen eine Mythologie, in der die amerikanischen Gründerväter ihre Prinzipien einer beschränkten Zentralregierung durch göttliche Inspiration erhielten bzw. durch Ablehnung kollektivistischer europäischer Philosophie und Rückgriff auf angelsächsische Stammeshäuptlinge, die sich selber an den biblischen Stämmen des antiken Israel orientiert haben sollen. Für diese und weitere Thesen bedient sich Skousen unausgewogener Zitate und grundloser Behauptungen, wie der, dass die Gründerväter sich das Motto In God We Trust zu eigen gemacht hätten. Dabei entsteht das von der religiösen Rechten in den Vereinigten Staaten oft bemühte Bild einer christlichen Nation, in der eine Trennung von Kirche und Staat nie vorgesehen war und deren Verfassung mehr der Bibel als der Aufklärung verdankt. Der Titel des Buches leitet sich ab von Skousens These, dass die Vereinigten Staaten einen Entwicklungssprung von fünftausend Jahren durchgemacht hätten, indem sie sich auf 28 Ideen berufen haben sollen, zu denen Skousen u. a. zählt:
- Ein freies Volk kann nicht unter einer republikanischen Verfassung überleben, solange es nicht tugendhaft und moralisch stark bleibt.
- Ohne Religion lässt sich die Regierung eines freien Volkes nicht erhalten.
- Die Rolle der Regierung ist das Bereitstellen gleicher Rechte, nicht gleicher Sachen.
- Schuldlasten sind für Freiheit so zerstörerisch wie Unterwerfung durch Eroberung.
- Die Manifest Destiny der Vereinigten Staaten besteht darin, ein Beispiel und ein Segen für die Menschheit zu sein.

Am 18. Februar 1983 hielt Skousen die Einführungsrede für einen Vortrag des US-Präsidenten Ronald Reagan auf einer Konferenz der Organisationen American Conservative Union und Young Americans for Freedom sowie der Zeitschriften National Review und Human Events im Sheraton Hotel in Washington, D.C.
1984 gehörte der spätere Sheriff von Graham County (Arizona) und mehrfache Kandidat für das Repräsentantenhaus Richard Mack zu einer Klasse von 240 amerikanischen Polizisten, die Skousen über die amerikanische Verfassung in Provo unterrichtete; Mack schilderte dies später als seine Bekehrung.
Der spätere Gouverneur von Arizona Evan Mecham erklärte 1986 gegenüber der Zeitung The Arizona Republic:

“I would enjoy being known as a protege of Cleon Skousen. I have all of his books, suitably autographed. I'm a great fan of his, and we're very dear friends.”

Zu dieser Zeit war Skousen auf Tournee mit seinem Buch The Making of America (1985) bzw. einer komprimierten Studienausgabe dazu (1986); er hielt damit ein- bzw. siebentägige Seminare, in denen er u. a. die Regulierungsbehörden der Bundesregierung attackierte, dafür plädierte, die Mindestlöhne abzuschaffen, Gewerkschaften zu zerschlagen, Antidiskriminierungsgesetze aufzuheben, öffentliches Eigentum an Land und Nationalparks zu verkaufen, den 17. Zusatzartikel zur Verfassung der Vereinigten Staaten außer Kraft zu setzen, die Einkommensteuer und die Erbschaftsteuer abzuschaffen, die Trennung von Kirche und Staat auf Bundesstaatsebene aufzuheben und das Federal Reserve System zu zerstören.
1987 kam es zu einer Kontroverse um die Verwendung eines Essays über Sklaverei in den Vereinigten Staaten aus The Making of America, das zu der Zeit von der von Gouverneur George Deukmejian eingesetzten California Bicentennial Commission (Kommission für die Zweihundertjahrfeier der Verfassung) verkauft wurde; besonders abgehoben wurde dabei auf sachliche Fehler und als rassistisch charakterisierte Passagen, wobei Skousen aus Fred Albert Shannons Economic History of the People of the United States (1934) zitiert hatte.
Das Buch The Myth of Separation (1989) des evangelikalen Autors David Barton hat dem baptistischen Kirchenhistoriker Stephen Stookey zufolge „erstaunliche Parallelen“ („striking parallels“) mit Skousens Werk.
Bis 1993 war Skousen Mitglied im konservativen Meadeau View Institute von William H. Doughty, der in Duck Creek bzw. Mammoth Valley (Kane County, Utah) eine utopische, „constitutionalist“ Kommune aufbauen wollte, darunter ein Skousen Center; Skousen, dessen Familie Doughtys Bemühungen mit über 100.000 US-Dollar unterstützt hatte, verließ die von Finanzskandalen geplagte Organisation nach eigenen Angaben wegen „irregularities in the management“ und riet anderen ebenfalls zum Austritt.
In den 1990ern gehörte Russell Pearce (2011 kurze Zeit Präsident des Senates von Arizona) zu Skousens Schülern.
Seine letzten Lebensjahre verbrachte Skousen eher zurückgezogen, obwohl er noch hin und wieder Vorträge hielt und Politiker bei sich zu Hause empfing.

## Postum
Zu Skousens Beerdigung sprach der damalige Apostel und spätere LDS-Präsident Thomas S. Monson. Orrin Hatch (Senator für Utah) hielt am 25. Januar 2006 im Senat der Vereinigten Staaten eine Gedenkrede, in der er an Skousens tatkräftige Unterstützung für seine eigene politische Karriere erinnerte und die er mit einem selbst verfassten Gedicht für Skousen beendete.
Im Zuge eines Interviews, das Mitt Romney dem Radio-Moderator Jan Mickelson in dessen Sendung beim Mittelwellensender WHO in Des Moines am 2. August 2007 im Zuge seiner Kampagne für seine Kandidatur zur republikanischen Nominierung für die Präsidentschaftswahl in den Vereinigten Staaten 2008 gab, kam es zu mehreren positiven Erwähnungen Skousens durch den Moderator, auf die Romney antwortete, dass er zwar bei ihm studiert habe, mit seinen Schriften aber nicht vertraut sei. Er distanzierte sich im weiteren Verlauf des Interviews von der von Skousen vertretenen Nullifikationsdoktrin. Liberale Beobachter werteten dies als enthusiastische Parteinahme für Skousen. Im Rahmen von Romneys Kandidatur zur Präsidentschaftswahl 2012 wurden diese Erwähnungen wieder thematisiert.
Postum ist besonders Glenn Beck (seit ca. 2007, insbesondere aber im Rahmen von Becks 9-12 Project seit 2009) für ein neues, populäres Interesse an Skousens Werk verantwortlich; einige Konservative wie David Frum und Matthew Continetti kritisierten Beck für seinen Rückgriff auf Skousen. Eine Neuauflage von The 5,000 Year Leap vom März 2009 enthielt ein Vorwort von Beck. Allein in der ersten Hälfte des Jahres 2009 verkaufte sich so das Buch mehr als 250.000 mal. Auf einem der vom Family Research Council jährlich ausgerichteten Values Voter Summits empfahl der Gouverneur von Texas, Rick Perry, im September 2009 die Lektüre des Buches. Das Gemälde One Nation Under God des konservativen Malers Jon McNaughton zeigt einen College-Studenten, der eine Ausgabe von The 5,000 Year Leap im Arm hält.
Im Rahmen der Wahl von Mike Lee zum Senator für Utah wurde auf dessen geistesgeschichtliche und persönliche Verbindungen zu Skousen aufmerksam gemacht. 2011 versuchte die Tea-Party-Organisation Tea Party Patriots Skousen- bzw. NCCS-Materialien im Rahmen der gesetzlich vorgeschriebenen Constitution Week in öffentliche Schulen zu bringen.

## Veröffentlichungen

### Schriften
- The story of the Mormon pioneers. 223rd Quorum of Seventy, San Fernando Stake 1947.
  - Spanische Übersetzung von Elder Russell A. Cannon und Marcelo Zavala: Historia de los peregrinos Mormones. Zusammengestellt und illustriert von Eric und Bland Larson. Buenos Aires, 1949.
- Prophecy and modern times. Deseret Books, Salt Lake City 1948.
- mit der Young Men’s Mutual Improvement Association: Exploring into manhood, 1948–1949 : M.I.A. Explorer guide with discussion topics. General Board, Young Men’s Mutual Improvement Association, Church of Jesus Christ of Latter-day Saints, Salt Lake City 1948.
- The communist mind. Southwest Radio Church, Oklahoma City 1950.
- New light on old problems. Church of Jesus Christ of Latter-day Saints, Salt Lake City c1953.
- The challenge of our times. Bookcraft Publishers, Salt Lake City 1953.
- The first 2000 years. Bookcraft Publishers, Salt Lake City 1953.
- The real story of Christmas: Compiled from the scriptures and authoritative historical sources. Deseret Book, Salt Lake City 1954.
- “The real story of Christmas”, in: BYU Speeches of the Year. 1953–54.
- mit LeGrand Richards, Joseph Fielding Smith, Harold Olen Clark, Spencer W Kimball, Elbert R. Curtis, Harold B. Lee, Mark E. Petersen, Adam S. Bennion und Richard L Evans: The Ten Commandments today : a discussion of the decalog. Deseret Book Co., Salt Lake City 1955.
- “What of the future” [Radioansprache vom 27. Dezember 1955], in: BYU Speeches of the Year, 1955–56.
- “Brigham Young, patron of education” [Ansprache vor der Studentenschaft der Brigham Young University, gehalten am 18. Februar 5. April 1956], in: BYU Speeches of the Year, 1955–56.
- The naked Communist. Ensign Pub. Co., Salt Lake City 1958.
  - Spanisch: El Comunismo al desnudo. Mexiko, c1982.
- mit Obert C. Tanner: Is peaceful coexistence with Russia possible? Two viewpoints. History Club of Brigham Young University, Provo 1959.
- The West can win. Deseret news, Salt Lake City 1959.
- Can the West win? Deering Milliken, Spartenburg, S.C. 196?.
- Law enforcement looks at “mental health”. Law and Order, New York c1961.
- The naked Communist: Supplement to the First 7 Editions. Ensign Pub. Co., Salt Lake City 1961.
- “Palestine in prophecy” [Ansprache vor der Studentenschaft der Brigham Young University, gehalten am 28. März 1962], in: BYU Speeches of the Year, 1961–62.
- My reply to Dr. Richard D. Poll and his critique of The naked communist. Ensign Pub. Co., Salt Lake City c1962.
- Arthur M. Schlesinger, Jr. : man behind the scene in Washington. Ensign, Salt Lake City 1962.
- What is “left”, what is “right”. Ensign Pub. Co., Salt Lake City 1962.
- Has Cuba been abandoned to Communism? Ensign Pub. Co., Salt Lake City 1962.
- So you want to raise a boy? Doubleday, Garden City, N.Y. 1962.
  - Spanische Übersetzung von César González-Blanco: El hijo año tras año. Daimon [Antonio J. Rovira], Madrid 1965.
- Gold nuggets for the new chief. Law and Order Magazine, New York 1963.
- The Communist Attack on the John Birch Society. Ensign Publishing Company, Salt Lake City, 1963.
- The third thousand years. Bookcraft, Salt Lake City 1964.
- mit Jean Kunz, Charles F. Flood und der Mutual Improvement Association: Young Marrieds manual 1965–1966. General Boards of the Mutual Improvement Associations of The Church of Jesus Christ of Latter-day Saints, Salt Lake City 1965.
- The Easter story. Ensign Pub. Co., Salt Lake City c1966.
- The fourth thousand years. Bookcraft, Salt Lake City 1966.
- The Communist Attack on U.S. Police. Ensign Publishing Company, Salt Lake City 1966.
- Fantastic victory; Israel's rendezvous with destiny. Bookcraft, Salt Lake City 1967.
- “Freedom from drug addiction -- God's plan” [Ansprache vor der Studentenschaft der Brigham Young University, gehalten am 18. Februar 1969], in: BYU Speeches of the Year, 1968–69.
- mit der Association of American Physicians and Surgeons: We didn't ask for it, but we're getting it. Association of American Physicians and Surgeons, Chicago 1969.
- “Communist press calls for attack on LDS Church”. National Research Group, American Fork, Utah c1970.
- The naked capitalist : a review and commentary on Dr. Carroll Quigley's book : Tragedy and hope, a history of the world in our time. The Reviewer, Salt Lake City c1970.
  - Chinesische Übersetzung von Gongji Wang: 主宰美國命運的幕後集團. Xin wen tian di she, Hongkong 1972.
  - Italienische Übersetzung von Stefania Vaselli: Il capitalista nudo. Armando, Rom 1978.
  - Ungarische Übersetzung von Ödövényi Péter: A leleplezett kapitalista : könyvbírálat és megjegyzések Quigley Carroll Tragédia és reménység című könyvéhez. Canadian Intelligence Publications, Flesherton, Ont. 1982.
  - Japanische Übersetzung von Ryū Ōta: 世界の歴史をカネで動かす男たち : 国際エスタブリッシュメントの金融支配. Seikō Shobō, Tōkyō 2005.
- Hidden Treasures from the Book Of Mormon. 4 Bände. Dana Press and Publisher's Press, Provo and Salt Lake City 1971/72.
- Think American : put the patriot back into patriotism. Associated Men Students, Rexburg, Idaho 1971.
- What is behind the frantic drive for a new constitution? Full text and analysis. Freemen Institute, Provo 1971.
- mit Carroll Quigley, Louis C. Midgley, William E. Fort u. a.: “The naked capitalist : round table review”, in: Dialogue. vol. 6, no. 3–4, Autumn/Winter, 1971, p. 99–116.
- Treasures from the Book of Mormon. Dana Press, Provo 1974.
- Behind the scenes in Washington. [Monatlicher Newsletter für Abonnenten.] Freemen Institute bzw. National Center for Constitutional Studies, 1974–1990.
- mit Ernest L. Wilkinson: Brigham Young University : a school of destiny. Brigham Young University Press, Provo, Utah c1976.
- Notes for the New Chief: A Police Chief's Manual from Law and Order. Law and Order, the Copp Organization, New York 1977.
- mit dem Freemen Institute: Lecture outline of the Miracle of America study course Freeman Institute, Salt Lake City 198?.
- mit dem Freemen Institute: Miracle of America : study guide. Freeman Institute, Salt Lake City 1981.
- The secret to America's strength : the role of religion in the Founding Fathers' Constitutional formula. The Freeman Institute, Salt Lake City 1981.
- The five thousand year leap : twenty-eight ideas that changed the world. Freemen Institute, Salt Lake City 1981 (1982 printing).
- What is Left? What is Right?: A Study of Political Extremism. Freemen Institute, Salt Lake City 1981.
- What ever happened to Congress! An amazing story. Freemen Institute, Salt Lake City c1981.
- Why we must reform Congress by 1983. Freemen Institute, Salt Lake City 1981.
- mit M. Richard Maxfield und Andrew M. Allison als Bearbeiter: The real Benjamin Franklin. Freemen Institute, Salt Lake City 1982.
- mit Robert N. Thompson: Canada can now adopt a model constitution. Published for the Freeman Education Institute by Omega Pub., Langley, B.C. 1982.
- The urgent need for a comprehensive monetary reform. Freeman Institute, Salt Lake City 1982.
- A Program of Social Security Reform which Should Please Everybody. Freeman Institute, Salt Lake City 1982.
- mit M. Richard Maxfield und K. DeLynn Cook als Bearbeiter: The real Thomas Jefferson. 2nd edition. National Center for Constitutional Studies, Washington, D.C. 1983.
- mit dem National Center for Constitutional Studies: The unhinging of America. National Center for Constitutional Studies, Washington, D.C. 1984.
- mit dem National Center for Constitutional Studies: The roots of America. National Center for Constitutional Studies, Washington, D.C. 1984.
- Isaiah Speaks to Modern Times. Ensign Pub Co 1984, ISBN 0-910558-25-6.
- The making of America : the substance and meaning of the Constitution. National Center for Constitutional Studies, Washington, D.C. c1985.
- mit Ronald N. Sills und dem National Center for Constitutional Studies: The making of America : study guide and biblical supplement : a course. National Center for Constitutional Studies, Washington, D.C. 1986.
- Prophecy and Modern Times. 3rd edition. Deseret Book Company, Salt Lake City 1988, ISBN 0-934364-21-4.
- als Bearbeiter mit Jay A. Parry und Andrew M. Allison: The real George Washington. National Center for Constitutional Studies, Washington, D.C. 1991.
- Days of the Living Christ. Volume 1. The Ensign Publishing co. 1992, ISBN 978-0-916095-46-8.
- Treasures from the Book of Mormon. Vol. 1: First Nephi through Jacob 7. 2nd edition. Ensign Publishing Company, Salt Lake City 1995, ISBN 0-910558-11-6.
- Treasures from the Book of Mormon. Vol. 2: Enos through Alma 29. Ensign Pub., Salt Lake City 1995, ISBN 0-934364-17-6.
- Treasures from the Book of Mormon. Vol. 3: Alma 30 to 3 Nephi 7. Ensign Pub., Salt Lake City 1995, ISBN 0-934364-19-2.
- Treasures from the Book of Mormon. Vol. 4: 3 Nephi 8 through Moroni 10. Ensign Pub., Salt Lake City 1995, ISBN 0-934364-19-2.
- The Majesty of God's Law. It's coming to America. Ensign Publishing Co, Salt Lake City 1996, ISBN 978-0-934364-20-1.
- The five thousand year leap : 28 great ideas that changed the world. 30 year anniversary ed. American Documents Publishing, L.L.C., Franklin, TN, 2009.
- Days of the Living Christ. Volume 2. The Ensign Publishing co. 1998, ISBN 978-0-916095-47-5.
- The naked Communist. Buccaneer Books, Cutchoque, N.Y. [2009], c1961.
- The Cleansing of America. Valor Publishing Group, 2010, ISBN 978-1-935546-21-4.
- The Majesty of God's Law. It's coming to America. 2nd edition. Ensign Publishing Company, 2010, ISBN 978-0-934364-20-1.

### Tonaufnahmen
- Communism in education. Tonband.
- Building balanced children; an address to parents, educators, doctors, and psychiatrists Langspielplatte. Key Records, Los Angeles 1961.
- Instant insanity drugs. Langspielplatte. Key Records, Los Angeles 1967.
- The Ten Commandments; a timely commentary by W. Cleon Skousen. Key Records [196-?].
- Ages of youth. Cassette, c1975.
- A new and promising approach to American criminal justice. Cassette. BYU Sound Services, Provo 1977.
- The 1980 election : what it means to the American people. Freeman Forum interview by Michael Bennett. Cassette. Freeman Institute, Salt Lake City 1980.
- The miracle of America : a study course on the United States Constitution. Cassette. Freemen Institute, Salt Lake City 1980.
- The “Miracle of America” : an exciting study of the American heritage and the constitution of the United States. Cassette. The Freemen Institute, Salt Lake City 1980/81.
- The Eldridge Cleaver story : an interview with Eldridge Cleaver. Cassette. Freeman Institute, Salt Lake City 1981.
- The real story of Christmas. Vorgelesen von Francis L. Urry. Compact Cassette. Ensign Pub., Riverton, Utah 1981.
- The ten commandments today. Cassette. Sounds of Zion, Midvale, UT, 1983.
- Prophecy and modern times. Cassette. Ensign Pub. Co., Salt Lake City 1983.
- Treasures from the Book of Mormon. Volume one. First Nephi-Mosiah 1. A complete audio commentary. Vorgelesen von Wendell Noble. Cassette. Ensign Pub., Salt Lake City 2000.
- Treasures from the Book of Mormon. Volume two. Mosiah 2-Alma 63. A complete audio commentary. Vorgelesen von Wendell Noble. Cassette. Ensign Pub., Salt Lake City 2000.
- Treasures from the Book of Mormon. Volume three. Helaman-Moroni. A complete audio commentary. Vorgelesen von Wendell Noble. Cassette. Ensign Pub., Salt Lake City 2000.
- A personal search for the meaning of the atonement. CD. Ensign Productions, Provo 2002.
- Sermon on the mount and Last days in the life of the savior. CD. Ensign Productions, Provo 2002.
- The real story of Christmas. CD. Sounds of Zion, Sandy, Utah 2005.
- The 5000 year leap : a miracle that changed the world. CD. National Center for Constitutional Studies, Malta, ID, 2007.
- The cleansing of America. CD. Vorgelesen von Harold D. Skousen. Ensign Pub., Riverton, UT 2010.
- The majesty of God's law : it's coming to America. CD. Vorgelesen von Harold D. Skousen. Ensign Pub., Riverton, UT 2011.

### Videos
- The miracle of America. VHS. National Center for Constitutional Studies, West Jordon, Utah 1980.
- Prophecy (= Visit Israel with Dr. W. Cleon Skousen, v.1). VHS, Living Scriptures, Ogden 1985.
- The last days in the life of Jesus (= Visit Israel with Dr. W. Cleon Skousen, v.2). VHS. Living Scriptures, Ogden 1985.
- The ministry and miracles of Jesus (= Visit Israel with Dr. W. Cleon Skousen, v.4). VHS. Living Scriptures, Ogden 1985.
- The annunciation and nativity (= Visit Israel with Dr. W. Cleon Skousen, v.5). VHS. Living Scriptures, Ogden 1985.
- The Lehi cave (= Visit Israel with Dr. W. Cleon Skousen, v.6). VHS. Living Scriptures, Ogden 1985.
- A personal search for the meaning of the atonement. DVD. Ensign Video Productions, Riverton, Utah 2003.

### Sonstiges
- mit Jay A. Parry, William P. Harrell und dem National Center for Constitutional Studies: U.S.I.Q. quiz game. National Center for Constitutional Studies, Washington, D.C. c1986.
- The 5000 year leap : a miracle that changed the world. Multimedia-CD für Mac/PC. National Center for Constitutional Studies, Washington, D.C. 2007.
- als Herausgeber: Arthur J. Stansbury: A catechism on the U.S. Constitution : 332 questions with basic answers every citizen should know. eBook. The National Center for Constitutional Studies, Malta, Idaho 2009.